# Хеованіс Касьяні
Хеованіс Касьяні (ісп. Geovanis Cassiani, нар. 10 січня 1970, Турбо) — колумбійський футболіст, що грав на позиції захисника.
Виступав, зокрема, за клуби «Атлетіко Насьйональ» та «Америка де Калі», а також національну збірну Колумбії.

## Клубна кар'єра
У дорослому футболі дебютував 1988 року виступами за команду «Атлетіко Насьйональ», у якій провів чотири сезони, взявши участь у 98 матчах чемпіонату. Більшість часу, проведеного у складі «Атлетіко Насьйональ», був основним гравцем захисту команди.
Своєю грою за цю команду привернув увагу представників тренерського штабу клубу «Америка де Калі», до складу якого приєднався 1993 року. Відіграв за команду з Калі наступні два сезони своєї ігрової кар'єри. Граючи у складі «Америка де Калі» також здебільшого виходив на поле в основному складі команди.
Згодом з 1997 по 2000 рік грав у складі команд «Депортес Толіма» та «Енвігадо».
Завершив ігрову кар'єру у команді «Атлетіко Насьйональ», у складі якої вже виступав раніше. Повернувся до неї 2001 року до припинення виступів на професійному рівні.

## Виступи за збірні
З 1989 року залучався до складу молодіжної збірної Колумбії.
У 1990 році дебютував в офіційних матчах у складі національної збірної Колумбії.
У складі збірної був учасником чемпіонату світу 1990 року в Італії.
Загалом протягом кар'єри в національній команді, яка тривала 8 років, провів у її формі 7 матчів.